# Biełarus
Biełarus (belarussisch Белару́с, bʲeɫaˈrus, wörtlich „der Belarussische“) ist eine belarussische Zeitung, die 1950 in den USA von Vertretern der belarussischen Nachkriegsauswanderung gegründet wurde. Die Zeitung erscheint alle zwei Monate, herausgegeben von der Belarussisch-Amerikanischen Vereinigung in New York.
Biełarus ist die größte und älteste belarussische Zeitung außerhalb der Republik Belarus. Sie berichtet über das Leben und den Aktivismus der belarussischen Diaspora, veröffentlicht belarussische Nachrichten sowie viele historische und analytische Materialien, alles in belarussischer Sprache. Die meisten belarussischen Organisationen auf der Welt erhalten die Zeitung im Abonnement.
Die Zeitung vertritt die Position der proweißrussischen Volksrepublik, der demokratischen und nationalen Wiederbelebung und ist gegen die Politik des derzeitigen belarussischen Präsidenten Aljaksandr Lukaschenka.
Die Zeitung wurde zuvor monatlich veröffentlicht. Seit 2015 erscheint sie alle zwei Monate.

## Chefredakteure
- Leanid Galjak (1950–1951)
- Vytautas Tumasch (1950–1952)
- Natallja Arsennewa (1952–1954)
- Ljawon Sawionak (1954)
- Mikhas Kolas (1954–1962)
- Stanislau Stankewitsch (1963–1980)
- Jan Zaprudnik
- Zora Kipel (1991–?)
- Branislau Danilovitsch
- Marat Klakozki (2002–2010)
- Hanna Surmatsch (seit 2010)